# Катя Кабанова
«Ка́тя Каба́нова» (чеш. Káťa Kabanová) — опера Леоша Яначека на либретто В. Червинки по мотивам драмы А. Н. Островского «Гроза» в трёх действиях. Первое представление состоялось в Национальном театре в Брно 23 ноября 1921 года.

## История
Яначек написал «Катю Кабанову» в возрасте 67 лет, однако её называют первой зрелой оперой композитора. К истории, описанной в пьесе русского драматурга Яначек обратился под влиянием глубоких личных чувств и посвятил оперу своей возлюбленной, Камиле Штёссловой.
Яначек всегда интересовался русской литературой, в частности, в 1902 году по его просьбе ему привезли из Петербурга полное собрание сочинений Островского. Лишь в 1919 году Яначек обратился к «Грозе», которую почти одновременно поставили в Праге и Брно в переводе В. Червинки, но видел ли Яначек эти постановки, доподлинно не известно. Композитор сам сочинил либретто к опере, обращаясь при этом не к оригинальному тексту, а к переводу. Яначек не знал, что уже существовало либретто Островского, и был доволен, когда убедился, что два либретто схожи, вплоть до изъятых персонажей.
Нотный текст оперы имел несколько редакций. В процессе подготовки оперы к первой постановке дирижёр Франтишек Нойман внёс правки в партитуру, с ними опера и была опубликована в 1922 году издательством Universal Edition. Для постановки в Праге в 1928 году Яначек дополнил партитуру двумя оркестровыми интерлюдиями в первом и втором актах. Позднее дирижёр Вацлав Талих изменил оркестровку. В 1992 году Чарльз Макеррас опубликовал критическое издание оперы.
Опера пользуется популярностью и часто ставится на оперных сценах мира.

## Музыкальные и драматические особенности оперы
Музыка оперы не содержит русских фольклорных элементов, при этом ярко воплощает драматизм первоисточника. В партитуре используется редкий инструмент виоль д’амур («скрипка любви»), струнный инструмент с более нежным тембром, чем у альта. В «Кате Кабановой» впервые включён в действие пейзаж, вслед за Островским в музыке главенствующим стал образ Волги. Отрицательные персонажи и «тёмное царство» отошли на второй план, всё действие воспринимается через мысли и чувства Катерины. Кульминация действия перемещена со сцены покаяния к эпизоду мучительной борьбы героини с собой, завершившейся самоубийством, в последней картине оперы. По словам Б. Асафьева, Катя Кабанова у Яначека утратила купеческую архаичность и стала современной женщиной, интеллигентски чувствующей и страдающей..

## Действующие лица
| Роль                                                       | Тип голоса    | Исполнители на премьере 23 ноября 1921 года (Дирижёр: Франтишек Нойман) |
| ---------------------------------------------------------- | ------------- | ----------------------------------------------------------------------- |
| Савелий Прокофьевич Дикой, купец                           | бас           | Рудольф Каульфус                                                        |
| Борис Григорьевич Дикой, его племянник                     | тенор         | Карел Завржель                                                          |
| Марфа Игнатьевна Кабанова (Кабаниха), вдова богатого купца | контральто    | Мария Гладикова                                                         |
| Тихон Иванович Кабанов, её сын                             | тенор         | Павел Йерал                                                             |
| Катерина, жена Тихона                                      | сопрано       | Мария Веселая                                                           |
| Ваня Кудряш, учитель                                       | тенор         | Валентин Шиндлер                                                        |
| Варвара, сирота                                            | меццо-сопрано | Ярмила Пустинская                                                       |
| Кулигин, друг Кудряша                                      | баритон       | Рене Милан                                                              |
| Глаша, девка                                               | меццо-сопрано | Лидка Шебестлова                                                        |
| Феклуша, девка                                             | меццо-сопрано | Людмила Квапилова(-Кудлачкова)                                          |
| женщина                                                    |               | Ружена Горкая                                                           |
| рыбак                                                      |               | Вацлав Шиндлер                                                          |
| пьяница                                                    |               | Йосеф Тупый                                                             |
| прислуга, горожане и горожанки                             |               |                                                                         |

## Содержание
Действие происходит в городке Калинове на Волге в 1860-е годы.

### Акт 1
Борис, племянник купца Дикого, вынужден терпеть его самодурство ради будущего наследства. Борис рассказывает своему другу Кудряшу, что влюблён в замужнюю женщину. Его возлюбленную Катю Кабанову и её мужа Тихона притесняет властная Кабаниха, свекровь Кати. Молодой женщине тоже нравится Борис, делится она секретом с Варварой. Та тоже влюблена — в Кудряша. Кабаниха отправляет Тихона в город по делам, Катя и Варвара остаются дома, с сердитой Кабанихой. Тихон, уезжая, наставляет Катю вести себя как подобает замужней и богобоязненной женщине.

### Акт 2
Кабаниха ругает Катю, что та не горюет об отсутствующем муже. Когда свекровь уходит, Варвара показывает Кате ключ от садовой калитки. Варвара собирается на свидание с Кудряшом и зовет Катю пойти с ней, встретиться с Борисом. Катя, поколебавшись, соглашается.
На тайном свидании Борис признается Кате в любви, та отвечает взаимностью.

### Акт 3
Прошло десять дней. Укрывшись от грозы, Борис узнает, что Тихон вернулся, а Катя очень взволнована. Окружающие думают, что бледность Катерины — из-за боязни грозы. Но Катя на глазах у всех признается Тихону, что изменила ему с Борисом и убегает под дождь.
Вечером после грозы Катя возвращается, униженная и обесчещенная. Борис, обняв её, сообщает, что рассерженный дядя отсылает его. С помутившимся рассудком Катя бросается в Волгу. Кабаниха запрещает Тихону спасать самоубийцу. Над мёртвым телом Кати Тихон проклинает мать.

## Некоторые записи
- Пражский Национальный театр оркестр и хор, дирижёр Ярослав Кромбхольц; Драгомира Тикалова, Людмила Команчова, Бено Блахут, Виктор Кочий, Зденек Кроупа — Supraphon
- Венская государственная опера, дирижёр сэр Чарльз Маккеррас; Элизабет Сёдерстрём, Петер Дворский, Далибор Едличка, Надежда Книплова; Владимир Крейчик, Зденек Швегла, Либуше Марова и др. — Decca
- Чешский филармонический оркестр, дирижёр сэр Чарльз Маккеррас; Габриэла Бенячкова, Дагмар Печкова, Эрика Бауэрова, Дана Бурешова, Эва Рандова, Мирослав Копп и др. — Supraphon
- Глайндборнский фестиваль, дирижёр Эндрю Девис; Райленд, Грэм-Холл, Густафсон, Макколи, Палмер, Уинтер — Arthaus Musik
- Королевский театр (Мадрид), дирижёр Иржи Белоглавек, постановка: Карсен; Брыжак, Дворский, Гиц, Маттила, Менчака, де Ме, Петрински, Шехтер, Суарес — FRA